# Удо, Соломон
Соломон Име Удо (англ. Solomon Ime Udo, арм. Սոլոմոն Իմե Ուդո; 15 июля 1995) — нигерийский и армянский футболист, полузащитник клуба «Каспий». Выступал за сборную Армении.

## Биография

### Клубная карьера
Начинал заниматься футболом в подразделении Aspire Academy в Сенегале. В 2013 году стал игроком бельгийского клуба «Эйпен», однако за клуб не выступал и покинул команду по окончании сезона. В мае 2015 года присоединился к армянскому клубу «Арарат», где провёл около двух месяцев, но на поле также не выходил, хотя минимум дважды присутствовал в заявке на матч. Дебютировал в чемпионате Армении в сезоне 2015/16 в составе клуба «Улисс», за который сыграл 12 матчей. В феврале 2016 года перешёл в другой армянский клуб «Ширак». В составе «Ширака» Удо дебютировал в матчах Лиги Европы, выиграл с клубом Кубок и Суперкубок Армении. Покинул команду летом 2018 года и сезон 2018/19 отыграл в составе «Урарту», но через год вернулся в «Ширак», где провёл ещё один сезон. В сентябре 2020 года подписал контракт с ереванским «Араратом».

### Карьера в сборной
В июне 2020 года было объявлено, что проживающий в Армении на протяжении пяти лет Удо будет выступать за сборную Армении. В сентябре того же года он впервые был вызван в сборную на матчи Лиги наций УЕФА против Северной Македонии и Эстонии, однако на поле не вышел. Дебютировал за сборную 14 октября в матче с Эстонией (1:1), в котором вышел на замену на 42-й минуте вместо получившего травму Артака Григоряна и доиграл матч до конца.

## Достижения
«Ширак»
- Обладатель Кубка Армении: 2016/17
- Обладатель Суперкубка Армении: 2017